# Gポテト
gポテト（ジーポテト、ガーラポテト、英: gPotato）は、日本のガーラグループが運営していたオンラインゲームポータルサイト。
国内でのサービス開始は2006年10月2日であり、元は株式会社ガーラによってサービスが運営されていたが、2008年7月1日よりガーラジャパンに運営が移管された。その後、2018年2月28日にサービス終了となった。
2011年11月14日時点で、全世界での会員数は2066万人（ID）で、国内の会員数は69万人（ID）である。ただし、各国のサービスは独立している為、ある国で取得したgポテトIDは他国のgポテトサービスでは使用できない。
gポテトにて提供されているゲームの特徴として、全て基本プレイ無料・ゲームアイテム販売型のゲームであることがあげられる。
以下、特記なき場合は日本版のサービスについて述べる。

## 概要
主にMMOと呼ばれる多人数が同時にサーバーにアクセスしてプレイするオンラインゲームを提供していた。ユーザーはgポテトIDと呼ばれる共通のIDでいずれのゲームもプレイすることができた。また、gポテトと呼ばれる専用の電子通貨も各ゲーム共通となっており、ユーザーが保持しているgポテトはアカウントのウォレットに蓄えられた。なお、100gポテトは現在100円にて購入できた。
日本市場におけるgポテトは提供しているゲームをプレイするためのポータルサイトであったが、当初はサービスタイトルがRappelzのみだったこともあり、gポテトの名称は使用されていたが独立したポータルサイトは存在していなかった。2番目に提供されることになったストリートギアーズのティザーサイトオープンに合わせて、独立したgポテトのサイトが作成され、ポータルとしての機能を開始した。
各タイトルはブラウザゲーム以外はクライアントから起動することができたため、ポータルにアクセスする必然性は低い。コミュニティ機能等は各ゲームのホームページに存在していたため、gポテトポータルサイトにはコミュニティ機能が存在しなかった。
提供されていたゲームのうち、Rappelzとフリフオンラインはガーラグループの傘下にあるGala Labが開発したゲームとなっていた。またかつて提供していたストリートギアーズおよびIL:Soulbringerも同様にGala Labによって開発されていた。また、グループ会社のゲーム以外のゲームや他社ゲームのチャネリングサービスによるゲームも提供していた。

## 歴史
- 2006年（平成18年）
10月2日 - Rappelzオープンβサービス開始。gポテトサポートサービス開始。[3]
10月25日 - Rappelz正式サービス開始。gポテト決済機能追加。[4]
- 2007年（平成19年）
5月7日 - ストリートギアーズのティザーサイトオープン。gポテトポータルサービス公開。[5]
- 2008年（平成20年）
7月1日 - gポテト事業、ガーラジャパンに運営移管。[6]
- 2009年（平成21年）
1月21日 - ストリートギアーズのオープンβサービス開始。[7]
12月10日 - 英雄の城〜Castle of Heroオープンβサービス開始。[8]
12月14日 - 英雄の城〜Castle of Hero正式サービス開始。[9]
- 2010年（平成22年）
4月2日 - Flyff Onlineのgポテトからのサービス提供開始（エキサイトからの運営移管）。[10]
5月20日 - Iris Onlineオープンβサービス開始。[11]
- 2011年（平成23年）
2月1日 -  ヴァンディアブレイカーのチャネリングサービス開始。[12]
4月8日 -  ヴァンディアブレイカーのチャネリングサービス商業化開始。[13]
6月2日 - IL:Soulbringerオープンβサービス開始。[14]
6月8日 - IL:Soulbringer正式サービス開始。[15]
9月1日 - ヴァンディアブレイカーのチャネリングサービス終了。[16]
11月15日 - IL:Soulbringerサービス一時休止。[17]

## 主なゲームタイトル

### 運営中止・終了
- ストリートギアーズ（2009年9月15日にオープンサービス中止[18]） ※韓NFlavor (後のガーララボ) 開発
- IL:Soulbringer（2011年11月15日にサービス中止[17]） ※韓NFlavor (後のガーララボ) 開発
- 英雄の城（2011年12月20日にサービス終了） ※中Snail Games開発
- アイリスオンライン（2012年12月25日にサービス終了[19]） ※韓EYA Interactive開発
- フリフオンライン（2017年9月29日にサービス終了[20]） ※韓Aeonsoft開発
- Rappelz（2018年2月28日にサービス終了[21]） ※韓NFlavor (後のガーララボ) 開発

## gポテト（通貨）
gポテトはゲームの特別アイテムを買うための電子通貨の名称でもある（例：100gポテト）。WebMoney、クレジットカード、NetCash、ビットキャッシュ、Edy、ドコモケータイ払い等、多様な決済手段が用意された。
gポテトは譲渡、移転、貸与、売買等一切することができず、また、gポテトには有効期限が設定されており、入手した日から180日以内に利用されなかった場合、その期間の満了をもって消滅し、その後は利用できなかった。ただし、会員が2010年4月30日以前までに、入手したgポテトは有効期限なく利用できた。
購入する以外にも下記の方法で入手できる場合もあった。
- キャンペーンやイベントなどに参加し、抽選などに当たる。
- アンケートに回答し、その報酬として得る。

## 運営
ユーザーサポート窓口は各ゲーム毎に異なっており、独立している。
各ゲームのサポートとは別に、gポテトのサポート窓口もあり、アカウントに関連したトラブルや課金決済に関連する相談を受け付けている。ゲームのユーザーサポートを利用するにはサイトにログインする必要があるが、gポテトのサポート窓口に関してはログインは必須ではない。
gポテトでのサポートポリシーの大綱を公式サイト上にて掲げており、各タイトルのサポートはこの大綱に基づいて行われているものと思われる。

## 世界のgポテト
gポテトは株式会社ガーラの各国グループ会社により運営されている。
- gPotato.com および es.gPotato.com はGala-Net (サニーベール, アメリカ合衆国)によって運営されており、北米を中心とした英語圏（イギリス）およびスペイン語圏市場をサービス対象としている。
- gPotato.jp はガーラジャパン(東京, 日本)によって運営されており、日本市場をサービス対象としている。
- gPotato.eu はGala Networks Europe Ltd. (ダブリン, アイルランド)によって運営されており、ヨーロッパをサービス対象としている。
- gPotato.com.br はGala-Net Brazil Ltd. (サンパウロ, ブラジル)によって運営されており、南米を中心としたポルトガル語圏をサービス対象としている。
- gPotato.kr はGala Lab Corp. (ソウル, 大韓民国) によって運営されており、韓国市場サービス対象としている。

| ポータル                   | 言語                                                           | 会社                      | 設立      |
| -------------------------- | -------------------------------------------------------------- | ------------------------- | --------- |
| gPotato.com es.gPotato.com | 英語 スペイン語                                                | Gala-Net Inc.             | 2005 2010 |
| gPotato.jp                 | 日本語                                                         | ガーラジャパン            | 2006      |
| gPotato.eu                 | 英語、フランス語、ドイツ語、イタリア語、ポーランド語、トルコ語 | Gala Networks Europe Ltd. | 2006      |
| gPotato.kr                 | 韓国語                                                         | Gala Lab Corp.            | 2010      |
| gPotato.com.br             | ポルトガル語                                                   | Gala-Net Brazil Ltd.      | 2010      |